# Centre Nacional d'Intel·ligència
El Centre Nacional d'Intel·ligència (castellà: Centro Nacional de Inteligencia, abreujat CNI) és el servei d'intel·ligència d'Espanya, creat per la Llei 11/2002 de 6 de maig reguladora del Centro Nacional de Inteligencia, abans conegut com a Centre Superior d'Informació de la Defensa (CESID), existent entre 1977 i 2002. A diferència d'aquest darrer el Centre Nacional d'Intel·ligència es configura com una direcció general dins l'estructura general del Ministeri de Defensa d'Espanya com un organisme públic amb autonomia funcional i personalitat jurídica pròpia i plena capacitat d'obrar (organisme autònom). La seva directora actual és, des del 2020, Paz Esteban López. El 2021 tenia un pressupost de 299,87 milions d'euros i uns 3500 empleats.

## Antecedent i història
El primer servei d'intel·ligència d'Espanya va ser creat en 1935, una experiència que va tenir una vida molt curta i amb una activitat pràcticament nul·la, ja que la guerra civil va paralitzar el seu desenvolupament.
Durant la dictadura franquista, els antecedents de l'actual CNI es troben en l'aparició en 1968 de l'Organització Contrasubversiva Nacional (OCN), activa principalment en l'àmbit universitari i que seria embrió del Servei Central de Documentació (SECED), fundat en 1972. En 1977, durant la Transició, sorgiria el Centre Superior d'Informació de la Defensa (CESID), en plena transformació de les estructures de l'estat del règim del general Franco a la democràcia.

### Creació del CNI
L'any 2001 el Govern del Partit Popular va recaptar el consens amb altres grups polítics representats al Congrés dels Diputats, en particular amb el Partit Socialista Obrer Espanyol, per elaborar les lleis que havien de regular els serveis d'intel·ligència a Espanya. Amb això es pretenia aconseguir el major acord possible sobre l'existència, organització i funcionament d'alguns dels organismes bàsics destinats a proporcionar seguretat a l'Estat democràtic, sostraient-los, en tot el possible, a l'acció de l'alternança política.
L'any 2002 es va arribar a l'actual regulació legal del Centre Nacional d'Intel·ligència (CNI), al que s'assignava un nou nom que simplifica i determina amb exactitud la seva veritable essència. Fruit dels esmentats acords parlamentaris va ser la promulgació de dues lleis complementàries, una de les quals, ordinària (Llei 11/2002, de 6 de maig), regula el Centre Nacional d'Intel·ligència, mentre que l'altra, de caràcter orgànic (Llei Orgànica 2/2002, de 6 de maig), estableix el control judicial previ al que han de sotmetre's determinades actuacions del CNI. Més tard, al març de 2004 es va publicar el reial decret que regula el Centre Criptològic Nacional (CCN), al que adscriu al CNI i amb el qual comparteix mitjans, procediments, formativa i recursos.
Completa el marc legal del CNI la disposició relativa al règim estatutari del seu personal, l'origen del qual es va produir en 1995, i encara que la Llei 11/2002 contempla el desenvolupament d'un nou estatut per al personal del Centre, raons d'eficàcia i seguretat jurídica han aconsellat la modificació del que ha romàs vigent fins a l'entrada en vigor d'aquesta Llei, i que va ser publicada mitjançant Reial decret al febrer de 2004.
Al desembre de 2011, amb la reforma ministerial empresa pel president Mariano Rajoy, es va traspassar el comandament del CNI al Ministeri de la Presidència però, després del canvi de Govern de 2018, Pedro Sánchez ha tornat a adscriure de nou el CNI a Defensa.
En 2013, gràcies a les filtracions sobre vigilància mundial d'Edward Snowden, es va conèixer que el CNI ha estat col·laborant amb la NSA nord-americana en l'espionatge massiu a milions d'espanyols, interceptant directament o ajudant a interceptar milions de metadades de registres de trucades, missatges de text i correus electrònics.

### Filtració de Hacking Team de 2015
En 2015, una filtració de Wikileaks va revelar que el CNI, entre uns altres, van comprar programari de vigilància a l'empresa italiana Hacking Team. La filtració inclou correus electrònics entre representants de Hacking Team i el CNI, aquest últim utilitzant el seu domini «areatec.com».
Durant el Referèndum sobre la independència de Catalunya el CNI fou criticat pels cossos policials com a inefectiu i defès per l'aleshores ministra Soraya Sáenz de Santamaría.

## Directors del CNI
- Jorge Dezcallar de Mazarredo (2002 -2004) civil procedent de la direcció de l'anterior CESID
- Alberto Saiz Cortés (2004-2009) civil
- Félix Sanz Roldán (2009-2019)
- Paz Esteban López (2020-) (a.i. 2019-2020)

## Funcions
Entre altres i de forma reglamentària: obtenir i interpretar informació i difondre la intel·ligència necessària per a protegir i promoure els interessos polítics, econòmics, industrials i comercials estratègics d'Espanya, podent actuar dins i fora del territori espanyol.
Prevenir, detectar i possibilitar la neutralització d'aquelles activitats de serveis estrangers, grups o persones que posin en risc, amenacin o atemptin contra l'ordenament constitucional, els drets i llibertats dels ciutadans espanyols, la sobirania, integritat i seguretat de l'Estat, l'estabilitat de les seves institucions, els interessos econòmics nacionals i el benestar de la població.